# Molophilus stolidus
Molophilus stolidus är en tvåvingeart som beskrevs av Alexander 1948. Molophilus stolidus ingår i släktet Molophilus och familjen småharkrankar. Inga underarter finns listade i Catalogue of Life.